# Chola Vetere
Yolanda Agustina Vetere más conocida por los nombres artísticos de Chola Vetere y Chola Aguilar fue una cancionista argentina de tango.

## Carrera
Vetere se hizo conocida en el ambiente artístico por sus presentaciones en las más famosas emisoras de argentina, donde pudo interpretar varios tangos, género que la apasionaba.
Se inició profesionalmente a fines de la década del 1930 por Radio Belgrano, pasando en 1939 por Radio Prieto, en 1941 por Radio Mitre y en 1944 por Radio La Voz del Aire, utilizando entonces el nombre artístico de Chola Vetere.
En 1950 acompañada por el conjunto de guitarras Aguilar, Caté, Santurio y Soria, cantó junto a Santiago del Solar, realizando giras por Radio Belgrano, Radio Provincia (La Plata), locales de barrio (cantinas y clubes) y festivales.
En Radio Municipal compartió trabajos con grandes intérpretes como Evita Lauri, Julia de Alba, Osvaldo Moreno, Carmen Duval, Fanny Loy y las hermanas Lidia Desmond y Violeta Desmond. También se lució en el escenario con Charlo, Ada Falcón, Lucrecia Evans, Carmen del Moral, Tita Galatro, entre otras.

## Vida privada
Estuvo casada por varios años con el músico y compositor uruguayo y guitarrista de Carlos Gardel, José María Aguilar. A este lo acompañó en su duro momento tras el accidente en Medellín, Colombia, de la cual sobrevivió y queda desfigurado, sordo y ciego. Aguilar murió atropellado por un auto el 21 de diciembre de 1951.